# Espies des del cel
Espies des del cel (títol original en anglès: Eye in the Sky) és una pel·lícula britànica de 2015, protagonitzada per Helen Mirren, Aaron Paul, Alan Rickman i Barkhad Abdi. L'obra, dirigida per Gavin Hood i basada en un guió de Guy Hibbert, se centra en els dilemes ètics, legals i polítics a què s'enfronta el personal militar en el marc dels mètodes de guerra relacionats amb els drons per combatre grups terroristes i les baixes civils que es poden causar.
La filmació es va realitzar a Sud-àfrica a finals de 2014, amb el títol provisional de The Kill Chain. La pel·lícula va ser la primera producció de l'empresa Raindog Films, propietat de Ged Doherty i Colin Firth. En un principi, Firth havia d'interpretar el secretari d'afers estrangers britànic James Willett. La pel·lícula es va estrenar al Festival Internacional de Toronto de 2015, l'11 de setembre d'aquell any. Bleecker Street va distribuir la cinta en cinemes dels Estats Units, primer en alguns espais, l'11 de març, i després a totes les sales, l'1 d'abril. Es tracta d'una de les dues darreres pel·lícules interpretades per l'actor Alan Rickman, que va morir de càncer de pàncrees el gener de 2016, essent l'altra Alice Through the Looking Glass (2016). La pel·lícula fou doblada al català.

## Repartiment
- Helen Mirren - Coronel Katherine Powell[7]
- Aaron Paul - Tinent segon Steve Watts[7]
- Alan Rickman - Tinent-general Frank Benson[8]
- Barkhad Abdi - Jama Farah[8]
- Jeremy Northam - Brian Woodale[9]
- Iain Glen - Secretari d'afers exteriors James Willett[8]
- Phoebe Fox - Carrie Gershon[9]
- Monica Dolan - Angela Northman
- Armaan Haggio - Musa Mo'Allim[9]
- Aisha Takow - Alia[9]
- Richard McCabe - George Matherson[9]
- Michael O'Keefe - Ken Stanitzke
- Carl Beukes - Mike Gleeson[10]
- Kim Engelbrecht - Lucy[11]
- Gavin Hood - Tinent Coronel Ed Walsh
- Laila Robins - Jillian Goldman